# 埤子頭 (臺南市關廟區)
埤子頭，原寫為埤仔頭，是臺灣臺南市關廟區的一個傳統地域名稱，位於該區西北部。相較於今日行政區，其範圍大致包括埤頭里不含西北部凸出部分的西北半部、下湖里北部邊界地帶西側及東側各一小段，以及歸仁區的媽廟里東部邊界地帶中央及南側各一小段。
本地區境內主要聚落為埤仔頭，設有保東國小。

## 歷史
台灣日治初期，埤子頭地區為一街庄，稱為「埤仔頭庄」（舊制街庄），隸屬於保東里。該庄昔日北及東與頂山腳庄為鄰，東南與新埔庄為鄰，南邊為下湖庄，西邊為媽祖廟庄。
1901年（日治明治三十四年）11月11日，全台廢縣廳改設二十廳，該庄隸屬於臺南廳。1904年（明治三十七年）3月31日，該庄編入「保西區」，隸屬於臺南廳。1909年（明治四十二年）10月25日，全台合併二十廳為十二廳，保西區仍隸屬於臺南廳。1920年（大正九年）10月1日，全台地方制度大改正，廢十二廳改設五州二廳，該庄改制並雅化為「埤子頭」大字，隸屬於臺南州新豐郡關廟庄（新制街庄）。
戰後關廟庄改制為關廟鄉，隸屬於臺南縣，大字亦改制為村。1950年（民國39年）10月25日，雲、嘉、南分治，關廟鄉仍隸屬於臺南縣。2010年（民國99年）12月25日，臺南縣、市合併為直轄臺南市，關廟鄉改制為關廟區，村亦改制為里。

## 聚落
本地區發展較早的聚落為埤仔頭、下山腳，在日治初期的官方地圖上已有記載。

## 交通
國道3號又稱「福爾摩沙高速公路」，是貫穿臺灣西部的兩條縱向高速公路之一，經過本地區中部略偏東。最近的交流道在北側為國道8號交會處的新化系統交流道，多利用省道台20線經國道8號的新化端交流道、國道8號、新化系統交流道銜接國道3號；在南側為省道台86線交會處暨省道台19甲線旁的關廟交流道。由此等可快速前往國道3號沿線各地。
省道台19甲線（關新路二段、一段）是鹽水至赤崁的幹道，經過本地區主聚落。由該道路北行可前往新化區、新市區、善化區、麻豆區等地；南行可前往關廟區關廟市區、高雄市阿蓮區、岡山區、梓官區等地。
區道南148線（保順路一段）是太子廟至下湖的道路，其東側端點（終點）位於本地區南部近邊界地帶略偏西的省道台19甲線路口。
區道南150線（保東路）是媽廟至埤仔頭的道路，其東側端點（終點）位於本地區中部偏西南、埤仔頭聚落的省道台19甲線路口。

## 學校
- 保東國小

## 公務機關
- 臺南市政府警察局歸仁分局保東派出所